# Глебово (Кологривский район)
Глебово — упразднённая деревня в Кологривском муниципальном округе Костромской области России. Исключена из учётных данных в 2025 году.

## География
Деревня находится в северной части Костромской области, в подзоне южной тайги, на правом берегу реки Нижняя Варзенка, при автодороге 34К-103, на расстоянии приблизительно 10 километров (по прямой) к северо-западу от города Кологрив, административного центра округа.

### Климат
Климат характеризуется как умеренно континентальный, с продолжительной холодной многоснежной зимой и коротким сравнительно тёплым летом. Среднегодовая температура воздуха — 2,7 °C. Средняя температура воздуха самого холодного месяца (января) — −12,7 °C (абсолютный минимум — −53 °C); самого тёплого месяца (июля) — 17,9 °C (абсолютный максимум — 37 °С). Безморозный период длится около 131 дня. Продолжительность периода активной вегетации растений (выше 10 °C) составляет примерно 127 дней. Годовое количество атмосферных осадков — 593 мм, из которых до 470 мм выпадает в вегетационный период.

## Население
| 2008 | 2010 | 2014 |
| ---- | ---- | ---- |
| 0    | →0   | →0   |